# Elies el Monjo
Elies el Monjo (en grec Ἠλίας) fou un monjo grec autor d'un discurs sobre la nativitat titulat προεόρτιον, que és esmentat per Lleó Al·laci (Leo Allatius) al seu De Symeconum Scriptis Diatriba (p. 101).